# Wilhelm Schlotterer
Wilhelm Schlotterer (* 1955 in Augsburg) ist ein deutscher Schauspieler. 
Schlotterer schloss sein Anglistik- und Romanistikstudium 1983 mit dem Staatsexamen ab. Schon während des Studiums war er in der freien Theaterarbeit tätig. Seit 1983 ist er ohne Unterbrechung in festen Theaterengagements, zuletzt am Staatstheater Mainz, Hessischen Staatstheater Wiesbaden, Schauspiel Hannover, Theater Ulm und seit 2017 am Theater Münster. 
Seine wichtigsten Rollen waren u. a. Woyzeck, Puntila, Rank, Spiegelberg, Othello und Faust 1 und 2.
Bisherige Inszenierungen waren: Johnny Hübner greift ein (2008), Die Schneekönigin (2009).

## Filmografie
- 1996: Tatort – Perfect Mind – Im Labyrinth (Fernsehreihe)
- 1998: Stadtklinik – Eine zuviel
- 1999: Schwarz greift ein – Die Fälschung
- 2001: Polizeiruf 110 – Bis unter die Haut
- 2001: Anke – Anke, bei mir läuft alles schief
- 2002: CrossFade
- 2003: Doppelter Einsatz – Langer Samstag
- 2005: XPresso
- 2006: Vineta
- 2011: SOKO Wismar – Abgeschminkt